# Constitution de la Guinée
La Guinée a connu plusieurs constitutions depuis son indépendance :
- la constitution de 1958 ;
- la constitution de 1982, suspendue en 1984 ;
- la constitution de 1991, suspendue en 2008 ;
- la constitution de 2010 ;
- la constitution de 2020, suspendue en 2021 ;
- la charte de la transition guinéenne, depuis 2021.